# Petit-Couronne
Pour les articles homonymes, voir Couronne#Autres.
Petit-Couronne est une commune française située dans le département de la Seine-Maritime en région Normandie.

## Géographie

### Localisation
La commune fait partie de la Métropole Rouen Normandie.

### Hydrographie
La commune est située dans le bassin Seine-Normandie. Elle est drainée par la Seine,.
La Seine, qui prend sa source à Source-Seine, en Côte-d'Or, sur le plateau de Langres, traverse le département avec de larges méandres sur son flanc sud et se jette dans la Manche entre Le Havre et Honfleur. 
Un plan d'eau complète le réseau hydrographique : la mare Baumarquet (0,09 ha),.

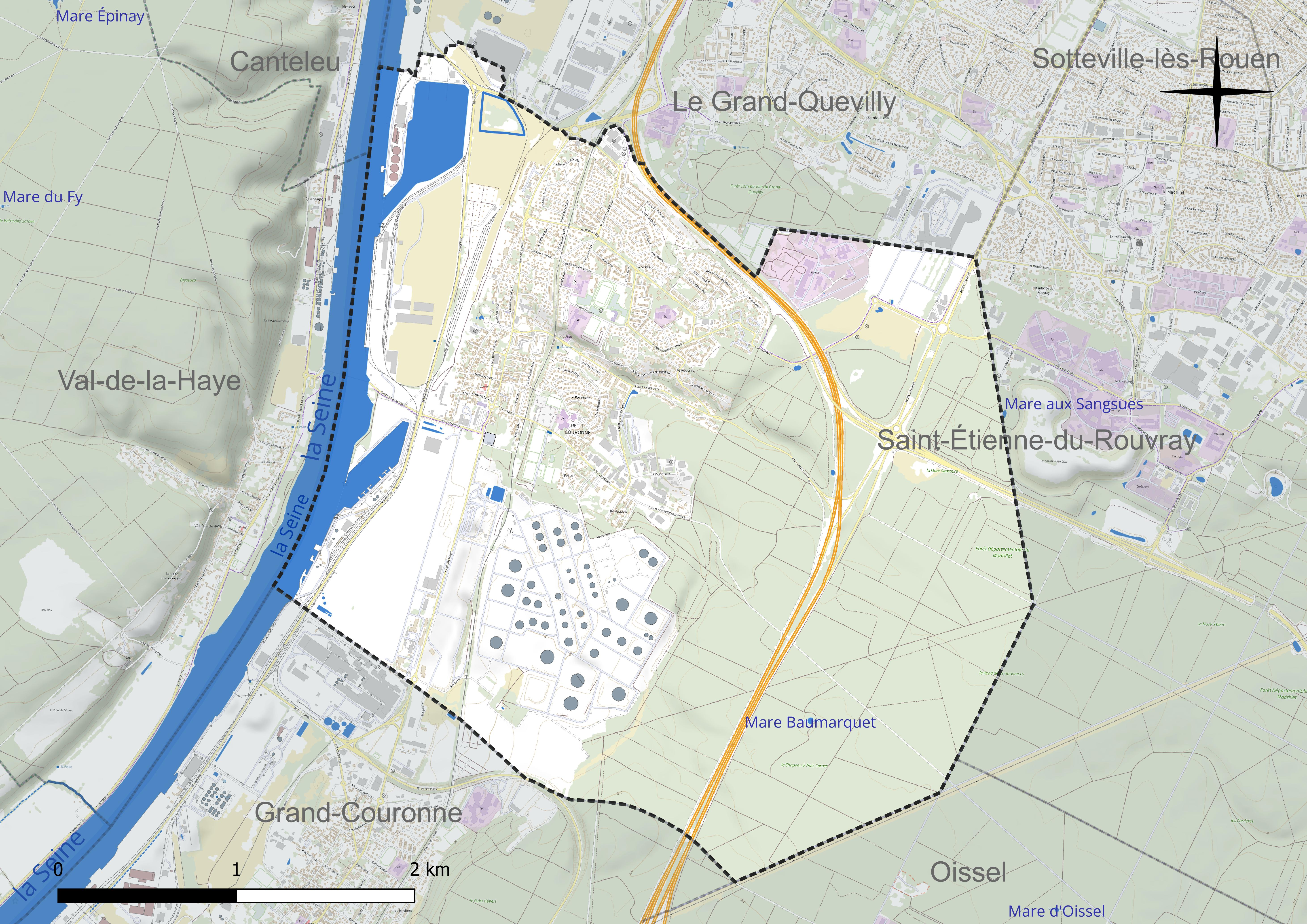
Réseau hydrographique de Petit-Couronne.

### Climat
Pour des articles plus généraux, voir Climat de la Normandie et Climat de la Seine-Maritime.
En 2010, le climat de la commune est de type climat océanique altéré, selon une étude du CNRS s'appuyant sur une série de données couvrant la période 1971-2000. En 2020, Météo-France publie une typologie des climats de la France métropolitaine dans laquelle la commune est exposée à un climat océanique et est dans la région climatique Côtes de la Manche orientale, caractérisée par un faible ensoleillement (1 550 h/an) ; forte humidité de l’air (plus de 20 h/jour avec humidité relative > 80 % en hiver), vents forts fréquents. Parallèlement le GIEC normand, un groupe régional d’experts sur le climat, différencie quant à lui, dans une étude de 2020, trois grands types de climats pour la région Normandie, nuancés à une échelle plus fine par les facteurs géographiques locaux. La commune est, selon ce zonage, exposée à un « climat contrasté des collines », correspondant au Pays d’Auge, Lieuvin et Roumois, moins directement soumis aux flux océaniques et connaissant toutefois des précipitations assez marquées en raison des reliefs collinaires qui favorisent leur formation.
Pour la période 1971-2000, la température annuelle moyenne est de 10,9 °C, avec une amplitude thermique annuelle de 12,7 °C. Le cumul annuel moyen de précipitations est de 806 mm, avec 12,3 jours de précipitations en janvier et 8,3 jours en juillet. Pour la période 1991-2020, la température moyenne annuelle observée sur la station météorologique la plus proche, située sur la commune de Rouen à 8 km à vol d'oiseau, est de 12,6 °C et le cumul annuel moyen de précipitations est de 817,9 mm,. Pour l'avenir, les paramètres climatiques de la commune estimés pour 2050 selon différents scénarios d’émission de gaz à effet de serre sont consultables sur un site dédié publié par Météo-France en novembre 2022.

## Urbanisme

### Typologie
Au 1er janvier 2024, Petit-Couronne est catégorisée centre urbain intermédiaire, selon la nouvelle grille communale de densité à sept niveaux définie par l'Insee en 2022.
Elle appartient à l'unité urbaine de Rouen, une agglomération inter-départementale regroupant 50  communes, dont elle est une commune de la banlieue,,. Par ailleurs la commune fait partie de l'aire d'attraction de Rouen, dont elle est une commune de la couronne,. Cette aire, qui regroupe 317 communes, est catégorisée dans les aires de 200 000 à moins de 700 000 habitants,.

### Occupation des sols
L'occupation des sols de la commune, telle qu'elle ressort de la base de données européenne d’occupation biophysique des sols Corine Land Cover (CLC), est marquée par l'importance des territoires artificialisés (47,1 % en 2018), en augmentation par rapport à 1990 (44,9 %). La répartition détaillée en 2018 est la suivante :
forêts (40,5 %), zones industrielles ou commerciales et réseaux de communication (23,8 %), zones urbanisées (21 %), zones agricoles hétérogènes (5,2 %), eaux continentales (5,1 %), espaces verts artificialisés, non agricoles (2,3 %), prairies (2,2 %). L'évolution de l’occupation des sols de la commune et de ses infrastructures peut être observée sur les différentes représentations cartographiques du territoire : la carte de Cassini (XVIIIe siècle), la carte d'état-major (1820-1866) et les cartes ou photos aériennes de l'IGN pour la période actuelle (1950 à aujourd'hui).

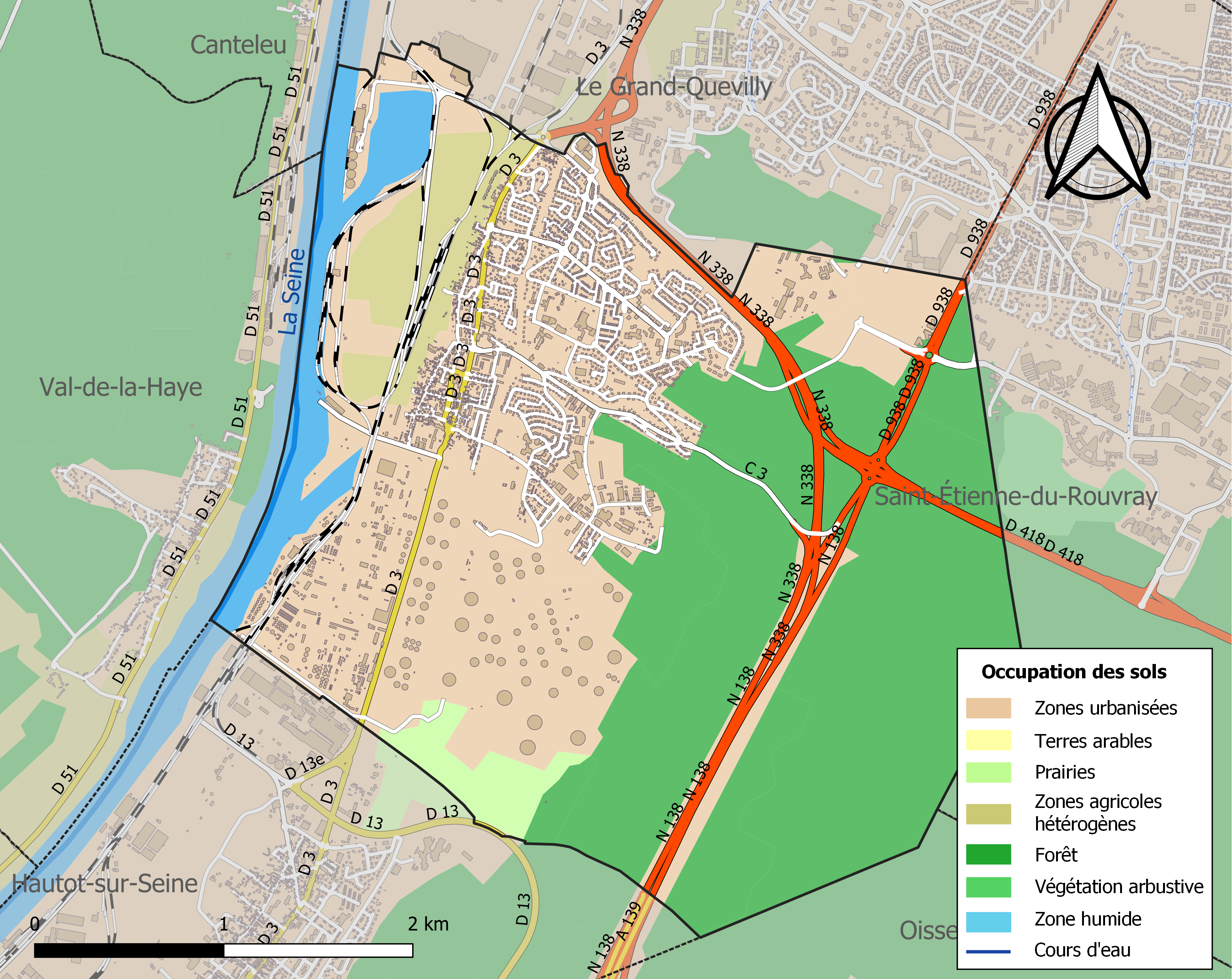
Carte des infrastructures et de l'occupation des sols de la commune en 2018 (CLC).

### Voies de communication et transports
- Autoroute de Normandie A13 Paris-Caen
- Voie rapide S3 ou « Sud III »
- Un bac permet de traverser la Seine et de rejoindre Val-de-la-Haye.

- Les bus F6 et 27 passent par la ville selon des itinéraires différenciés.

## Toponymie
Le nom de la localité est attesté sous les formes Curtehulm, Curtehulmi, Curte hulmi vers 1025 (archives départementales de la Seine-Maritime, H 26); Curthelmi (charte de Richard II de Normandie); Corhulma entre 1032 et 1035, Corolme vers 1040 et 1050; Coroma, Corona fin XIIe siècle; Corone 1261 - 1270.
Il s'agit d'un type toponymique scandinave, composé de deux éléments. Le second -hulma représente vraisemblablement l’ancien scandinave holmr « petite île, ilot », trouvé fréquemment dans la toponymie normande en composition (cf. Thorholmus, ancien nom de l'île d'Oissel) ou en usage autonome (cf. les nombreux le Hom[me], le Houlme, etc.). Le premier élément Curt(e)- est obscur, cependant on peut le rattacher au nom de personne anglo-saxon Cort. Ça ne semble pas nécessaire puisque l'ancien scandinave possède l'anthroponyme Kurt emprunté au vieux bas allemand et qu'il existe par ailleurs un adjectif kurtr, kortr « court » également emprunté au germanique occidental, dont le -t- entre les deux -r- se serait amuï de manière précoce pour donner naissance à une forme *Corrholme (Corhulma 1032), devenu Corolme par assimilation du [h] ou [x]. Le sens global serait celui d’« îlot de Kurt ou Cort » ou plus vraisemblablement, d’« îlot peu étendu ». À l'origine, ce nom de lieu s'appliquait à une île située en face de Petit-Couronne et rattachée depuis à la commune. Au XIIe siècle, le toponyme étant devenu opaque, il est tombé dans l'attraction du français couronne.
Le composé Milthuit (Milquetuit ou Miqueltuit 1239 ; Miquetuit 1507 - 1612 ; Mictuit 1734) reconnu dans le nom du Bois de Milthuit, sur la commune et celle de Grand-Quevilly, est d'origine scandinave, puisqu'il contient l'élément -thuit signifiant « essart », appellatif toponymique issu de l'ancien scandinave þveit (autrement noté thveit) de même sens. Le premier élément Mil- représente vraisemblablement l'ancien scandinave mikill « grand », d'où le sens global de « grand essart ». Homonymie avec Micklethwaite, Angleterre.
La scission entre Petit-Couronne et Grand-Couronne a dû se produire vers le XIIe siècle, vers la même époque que celle de Grand-Quevilly et Petit-Quevilly.

## Histoire
La seigneurie a appartenu à la famille Haillet qui prit le nom de Haillet de Couronne.

## Politique et administration

### Tendances politiques et résultats
Lors des élections municipales de 2020 dans la Seine-Maritime, la liste menée par Joël Bigot, jusqu'alors maire adjoint de Dominique Randon — qui ne se représentait pas — a été la seule liste candidate et a donc été élue au premier tour, marqué par 71,80 % d'abstention.

### Européennes de 2024
Aux élections européennes du 9 juin 2024, Jordan Bardella (Rassemblement national) arrive largement en tête et en hausse de 5 points (31,20% contre 26,77% en 2019),,dans le sillage des 7 points gagnés au niveau national. Dans cette commune, Manon Aubry arrive deuxième (20,10% contre 10,07% en 2019),, PS-Place publique (15,05% contre 7,57% en 2019),, la liste de Valérie Hayer n'étant que 4e avec 8,66% (contre 15,13% en 2019), terminant 4e. La participation est en nette hausse, à 44,77% contre 44,86%,, toujours nettement inférieure à la moyenne nationale (52,50%).

### Liste des maires
| Période                                  | Période                    | Identité                        | Étiquette  | Qualité                                                                 |
| ---------------------------------------- | -------------------------- | ------------------------------- | ---------- | ----------------------------------------------------------------------- |
| Les données manquantes sont à compléter. |                            |                                 |            |                                                                         |
| 1813                                     | 1816                       | Berger de Bergue                |            |                                                                         |
| 1862                                     | 1875                       | Léopold Naguet de Saint-Vulfran |            |                                                                         |
| 1884                                     | 1904                       | R. Durand                       |            |                                                                         |
| 1927                                     | 1928                       | Cavelier                        |            |                                                                         |
| 17 mai 1929                              | 1944                       | Victor Bernard                  |            |                                                                         |
| 1944                                     |                            | Félix Liégeard                  |            |                                                                         |
| 1945                                     |                            | Jean Grenier                    |            |                                                                         |
|                                          |                            | Gaston Piolé                    |            |                                                                         |
| 1977                                     | juillet 2004               | Gérard Letailleur               | PS puis PG |                                                                         |
| juillet 2004                             | mars 2008                  | Claude Piolé                    | PS         |                                                                         |
| mars 2008                                | mai 2020                   | Dominique Randon                | PS         | Cadre administratif, conseiller général de Grand-Couronne (2002 → 2015) |
| mai 2020,                                | En cours (au 10 août 2020) | Joël Bigot                      | PS         | Syndicaliste, retraité de Shell et Pétroplus                            |

### Jumelages
La commune de Petit-Couronne entretient des accords de coopération avec :
- Ahlem (Allemagne) depuis 1967
- Beccles (Angleterre) depuis 1978
- Vila Verde (Portugal) depuis 1989

## Population et société

### Démographie
L'évolution du nombre d'habitants est connue à travers les recensements de la population effectués dans la commune depuis 1793. Pour les communes de moins de 10 000 habitants, une enquête de recensement portant sur toute la population est réalisée tous les cinq ans, les populations de référence des années intermédiaires étant quant à elles estimées par interpolation ou extrapolation. Pour la commune, le premier recensement exhaustif entrant dans le cadre du nouveau dispositif a été réalisé en 2005.

En 2022, la commune comptait 8 738 habitants, en évolution de +0,62 % par rapport à 2016 (Seine-Maritime : +0,35 %, France hors Mayotte : +2,11 %).
| 1793  | 1800  | 1806 | 1821  | 1831  | 1836  | 1841  | 1846 | 1851 |
| ----- | ----- | ---- | ----- | ----- | ----- | ----- | ---- | ---- |
| 1 510 | 1 190 | 984  | 1 599 | 1 589 | 1 585 | 1 612 | 985  | 982  |

| 1856 | 1861 | 1866 | 1872 | 1876 | 1881 | 1886 | 1891 | 1896 |
| ---- | ---- | ---- | ---- | ---- | ---- | ---- | ---- | ---- |
| 889  | 850  | 810  | 737  | 715  | 756  | 802  | 771  | 740  |

| 1901 | 1906 | 1911 | 1921  | 1926  | 1931  | 1936  | 1946  | 1954  |
| ---- | ---- | ---- | ----- | ----- | ----- | ----- | ----- | ----- |
| 765  | 816  | 914  | 1 143 | 1 168 | 2 228 | 2 553 | 2 762 | 3 574 |

| 1962  | 1968  | 1975  | 1982  | 1990  | 1999  | 2005  | 2006  | 2010  |
| ----- | ----- | ----- | ----- | ----- | ----- | ----- | ----- | ----- |
| 3 901 | 4 861 | 5 686 | 6 340 | 8 122 | 8 621 | 8 699 | 8 690 | 9 209 |

| 2015  | 2020  | 2022  | - | - | - | - | - | - |
| ----- | ----- | ----- | - | - | - | - | - | - |
| 8 742 | 8 732 | 8 738 | - | - | - | - | - | - |

### Sports
La commune abrite le centre régional jeunesse et sport (C.R.J.S)

## Économie
La raffinerie de Petit-Couronne (anciennement Pétroles Jupiter) a été construite en 1929. Elle se situe entre Petit-Couronne et Grand-Couronne. Fermé en avril 2013, le site se trouve depuis 2014 être une expérience de dépollution sans équivalent. Le projet de réindustrialisation a été médiatisé lorsque le nom d'Amazon a été cité comme potentiel occupant d'une partie de l'emprise.

## Culture locale et patrimoine

### Lieux et monuments
- Le musée Pierre-Corneille - Maison des Champs[36].
- Le musée de la ville.
- L'église Saint-Aubin.
- Le château des Tourelles.
- Le monument aux morts dû à Alphonse Guilloux (1919).

### Site classé
- La Pierre d'État, menhir situé dans la forêt domaniale de Rouvray,  Site classé (1931)[37]

### Personnalités liées à la commune
- Pierre Corneille, écrivain, résidait dans la commune
- Jean-Baptiste Haillet de Couronne (1728-1810), érudit, y possédait le château de Couronne
- Marcelly, Marcel Jules Turmel, chanteur de Music-hall (1882-1966)
- Germaine Beaumont (1890-1983), fille de Annie de Pène, écrivaine, journaliste, née dans la commune
- Jean Boudehen, médaille d'argent aux Jeux olympiques en canoé-kayak à Tokyo en 1964. Champion du monde en descente à Mâcot-la-Plagne en 1969. Né dans la commune.

### Équipements culturels
- La Médiathèque "Louis Aragon"
- La Compagnie Commédiamuse
- L'École Nationale de Musique et de Danse
- Le Sillon (Salle de Spectacle)
- Le Réveil Couronnais (Harmonie Couronnaise)
- Association Wertes Group

### Héraldique
| Blason de Petit-Couronne | Blason  | D’azur à l’ancre de marine d’argent, aux deux flambeaux d’or passés en sautoir, brochant sur le tout, surmontés de trois têtes de lions arrachées cousues de gueules, rangées en chef, soutenues d’un filet ondé aussi d’argent. |
| Blason de Petit-Couronne | Détails | Création : Robert Louis, adoptée par délibération du conseil municipal du 27 juin 1986. |